# Krasnokutsk
Krasnokutsk (en ucraniano: Краснокутськ) es un pueblo ucraniano perteneciente al óblast de Járkov. Situado en el noreste del país, es parte del raión de Bojodújiv y centro del municipio (hromada) homónimo.

## Toponimia
El nombre del pueblo en otros idiomas de importancia local es también Krasnokutsk (en ruso: Краснокутск). Hasta 1850, y a veces algunos habitantes siguen usándolo, el nombre del lugar era Krasni Kut (en ucraniano: Красний Кут).

## Geografía
Krasnokutsk está situado en la margen derecha del río Merla, un afluente izquierdo del río Vorskla, 62 km al noreste de Poltava y 96 km al oeste de Járkov. El pueblo es la puerta de entrada al parque natural nacional de Slobodá.

## Historia
El lugar fue fundado en 1651 como una fortaleza destinada a proteger las fronteras del sur del estado ruso de las incursiones tártaras. El 20 de febrero de 1709 tuvo lugar en las afueras de Krasnokutsk la batalla de Krasnokutsk, un conflicto militar en la campaña rusa del rey sueco Carlos XII en la Gran Guerra del Norte. En 1765, Krasnokutsk se convirtió en ciudad, en 1769 en ciudad distrital, el centro del distrito de Krasnokutsk, en 1780 en ciudad provincial del uyezd, en 1781 nuevamente en ciudad distrital de la gobernación de Járkov.
La localidad recibió su nombre actual en 1850 y era una aldea en el uyezd de Bojodújiv de la gobernación de Járkov del Imperio ruso. Aquí había un antiguo monasterio es ahora el sitio del arboreto de Krasnokutsk.
Se publica un periódico local desde 1930.Durante la Segunda Guerra Mundial, Krasnokutsk fue ocupada por la Alemania nazi desde octubre de 1941 hasta agosto de 1943. En octubre de 1941 se creó aquí un campo de concentración para prisioneros de guerra soviéticos.
El pueblo recibió el estatus de asentamiento de tipo urbano en 1975.
Hasta el 18 de julio de 2020, Krasnokutsk fue centro del raión de Krasnokutsk. El raión se abolió en julio de 2020 como parte de la reforma administrativa de Ucrania, que redujo el número de raiones del óblast de Járkiv a siete. El área del raión de Krasnokutsk se fusionó con otros en el raión de Bojodújiv.En 2023, Krasnokutsk perdió el estatus de asentamiento de tipo urbano debido a la eliminación de este estatus administrativo.

## Demografía
La evolución de la población de Krasnokutsk entre 1861 y 2022 fue la siguiente:
| 4673                                                          | 6860 | 9192 | 9929 | 8792 | 7168 | 7834 | 8511 | 8147 | 7744 | 7164 |
| (Fuente: Cities & Towns of Ukraine y UKRAINE: Größere Städte) |      |      |      |      |      |      |      |      |      |      |

Según el censo de 1897, el 98,65% de la población son ucranianos ("pequeños rusos") y el 1,28% eran rusos ("grandes rusos").

## Infraestructura

### Infraestructura, monumentos y lugares de interés
En el pueblo se encuentran la iglesia de San Miguel Arcángel, un templo de finales del siglo XIX.

### Transporte
Krasnokutsk está en una carretera que conecta Bojodújiv con Opishnia (óblast de Poltava), con acceso adicional al oeste a Poltava y Mírgorod. La estación de tren más cercana está en Hubarivka, a unos 30 km al noreste, en la vía férrea que conecta Járkov y Sumy.

## Personas importantes
- Anatoli Levchenko (1941-1988): cosmonauta soviético ucraniano del programa Burán.

## Galería

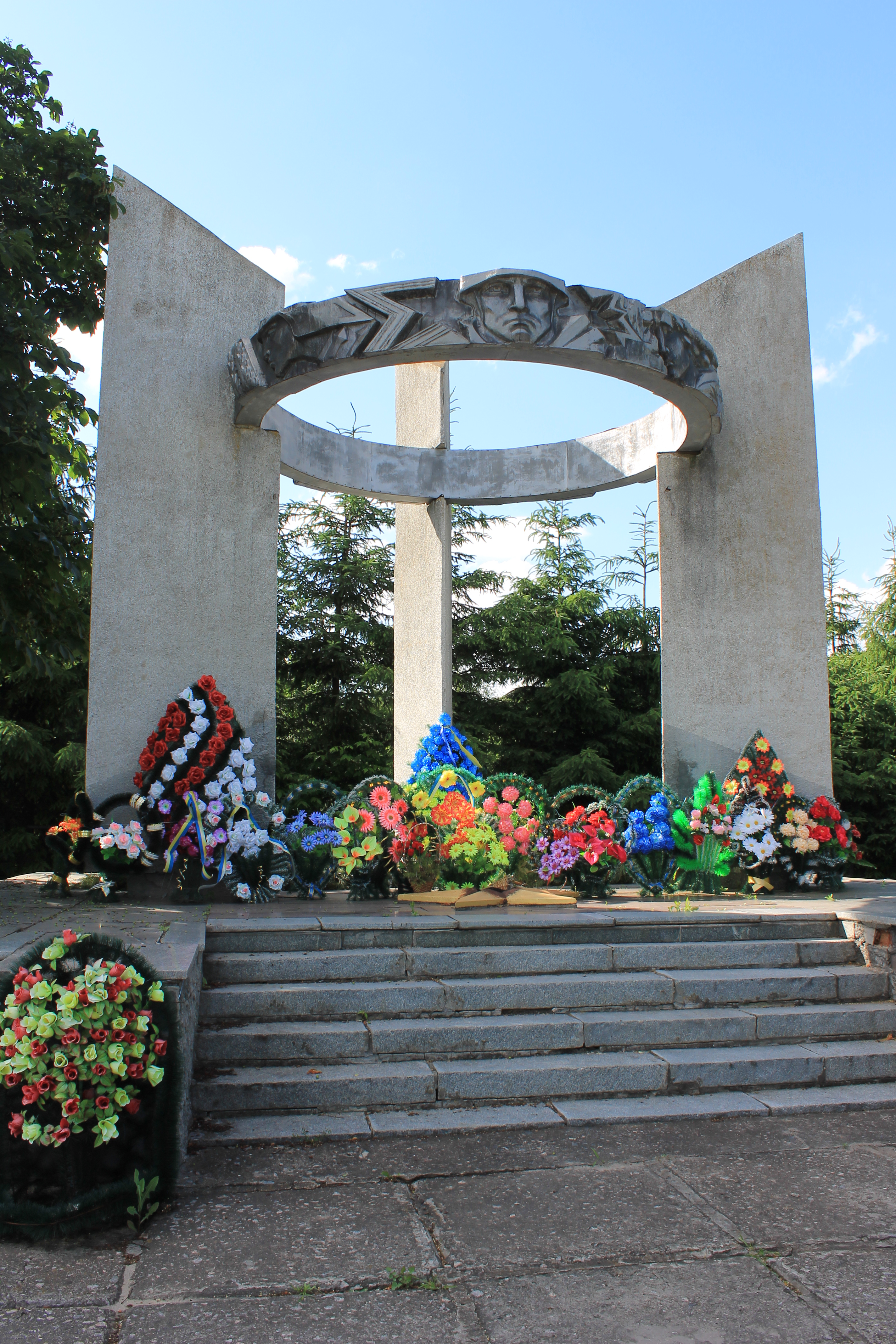
Memorial de la Segunda Guerra Mundial
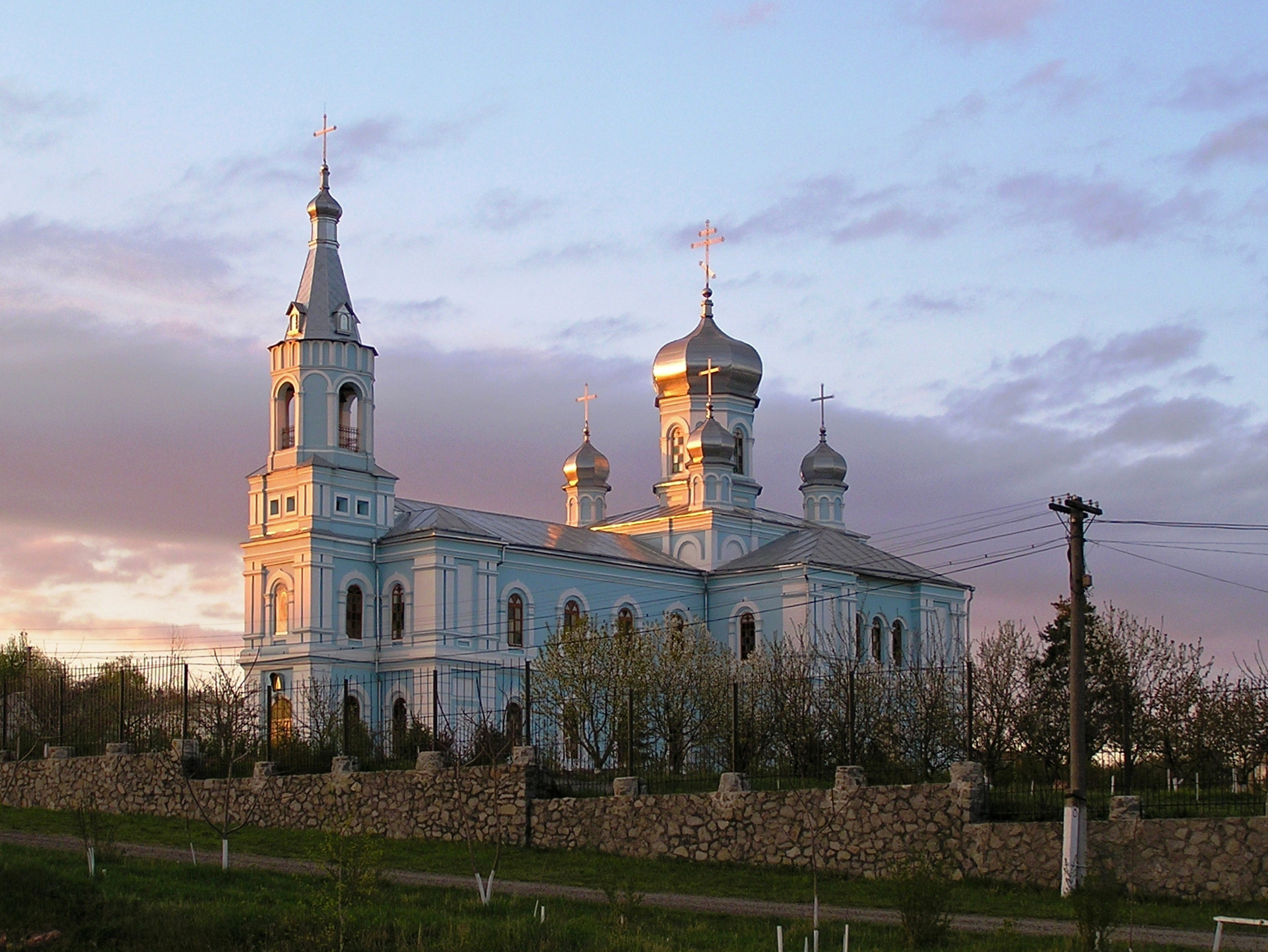
Iglesia de San Miguel Arcángel
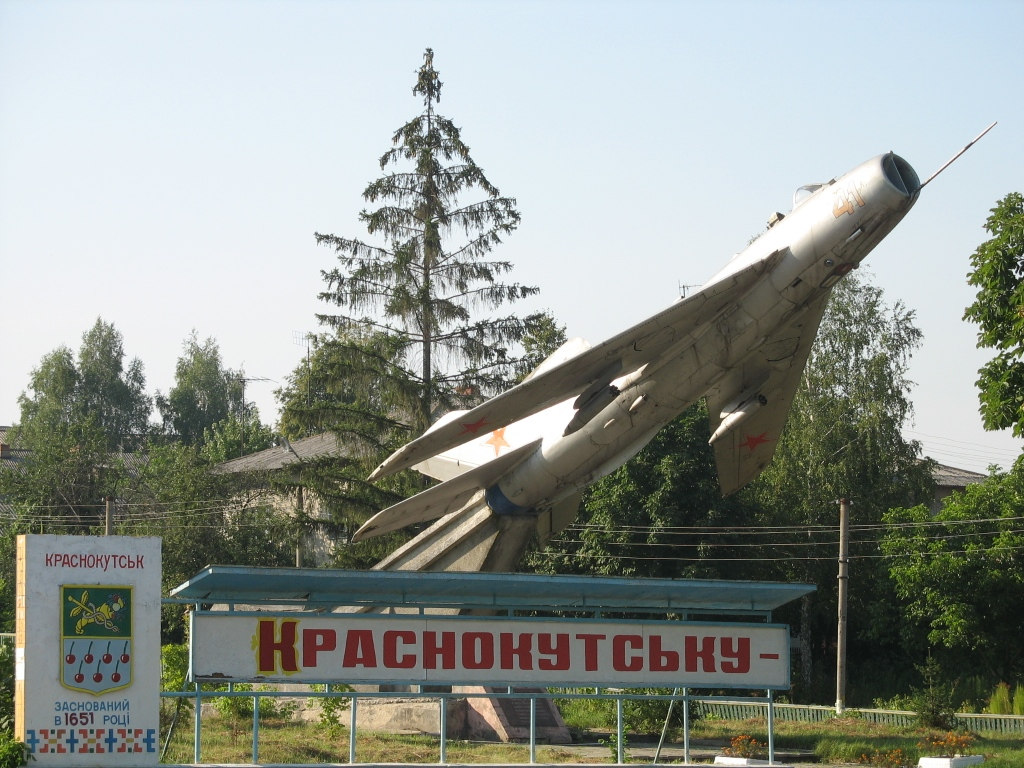
Monumento con un MiG-19